# Josip Žičkar
Josip Žičkar (12. února 1846 Raztez – 27. září 1905 Vídeň) byl rakouský římskokatolický kněz a politik slovinské národnosti, na konci 19. a počátku 20. století poslanec Říšské rady.

## Biografie
Vychodil obecnou školu v Brestanici a v letech 1859–1867 gymnázium v Celji. V letech 1867–1871 studoval teologii v Mariboru a roku 1870 byl vysvěcen na kněze. Působil jako kaplan, později byl farářem ve Videmu. Byl aktivní ve veřejném a politickém životě. V Celji byl od roku 1876 místopředsedou čtenářského spolku, roku 1879 založil katolický vzájemný spolek a podílel se na podpoře katolického školství. V těchto aktivitách pokračoval i ve svém působišti ve Videmu. V roce 1896 a opět roku 1902 byl zvolen poslancem Štýrského zemského sněmu. Byl členem jeho finančního výboru. Podílel se na zákonech o zemědělském družstevnictví a zasadil se o výstavbu několika železničních tratí, silnic a slovinských škol. V letech 1899–1903 se spolu s ostatními slovinskými poslanci na práci sněmu fakticky nepodílel, na protest proti nerespektování národnostních práv Slovinců ve štýrském školství.
Ve volbách roku 1897 byl zvolen poslancem Říšské rady (celostátní zákonodárný sbor) za všeobecnou kurii ve Štýrsku, 4. volební obvod: Celje, Slovenske Konjice atd. Za týž obvod uspěl i ve volbách roku 1901. V parlamentu setrval do své smrti roku 1905, pak ho na poslaneckém křesle nahradil Anton Korošec. K roku 1897 se profesně uvádí jako farář. Před nástupem na Říšskou radu se deklaroval jako budoucí člen poslaneckého klubu jihoslovanských poslanců. Po zvolení ovšem usedl do frakce Slovanský křesťansko národní svaz. Podporoval spolupráci slovinských a chorvatských poslanců, což se v roce 1902 realizovalo v podobě společného poslaneckého klubu. Byl členem parlamentního sociálního výboru, po roce 1901 i zemědělského výboru. I na Říšské radě se vyslovoval pro podporu slovinského školství a přimlouval se za zřízení slovinské univerzity.